# Johannes Schmidt (Pfarrer)
Johannes Schmidt, genannt der „Lügenschmidt“, (* 1824 in Allendorf (Sundern); † 1881) war ein Pfarrer, Heimatdichter und Original des Sauerlandes.

## Leben
Als Sohn eines Bauern geboren, besuchte Johannes Schmidt die als „Allendorfer Gymnasium“ bekannte Lateinschule des Allendorfer Pastors Friedrich Leinen, die begabte Schüler aus dem Herzogtum Westfalen auf das Studium vorbereitete. Anschließend studierte er in Münster Theologie. 1847 gründete er an der dortigen Königlich Theologischen und Philosophischen Akademie unter anderem zusammen mit Friedrich Wilhelm Grimme die Katholische Deutsche Studentenverbindung Sauerlandia Münster, die zweitälteste katholische Studentenverbindung.
1851 wurde Johannes Schmidt zum Priester geweiht und übte das Amt bis zu seinem Tode aus, zuletzt als Pastor zu St. Severinus in Calle. In dieser Tätigkeit erlangte er auch Berühmtheit im ganzen Sauerland, besonders durch seine Neigung zu Flunkereien und Lügenmärchen. Dies trugen ihm den Spitznamen „Lügenschmidt“ oder „Lügenpastor“ ein. In seinen Aufzeichnungen und den Schriften Grimmes, der seit der Studentenzeit mit ihm befreundet blieb, sind zahlreiche Anekdoten erhalten.

## Zitate
- „Geistliche Herren sind eine Menge aus Allendorf hervorgegangen, darunter Prachtexemplare an Geist und Herz, vor allem auch ein Original ersten Ranges, welches im Fabeldichten und Schwänkerzählen vielleicht nie wieder seinesgleichen finden wird“ – Friedrich Wilhelm Grimme über Johannes Schmidt in seinen Erzählungen „Das Sauerland und seine Bewohner“.